# Monument aux morts de Fix-Saint-Geneys
Le monument aux morts de Fix-Saint-Geneys est un monument aux morts situé en France sur la commune de Fix-Saint-Geneys, dans la région Auvergne-Rhône-Alpes.

## Localisation
Le monument aux morts est situé dans le département français de la Haute-Loire, sur la commune de Fix-Saint-Geneys, dans l'ancienne région administrative d'Auvergne.

## Historique
L’origine de ce monument aux morts, au milieu des années vingt, constitue un véritable feuilleton qui oppose le maire aux membres du conseil municipal. En 1923, les membres du conseil municipal soutiennent un projet de monument en pierre de Volvic, proposé par un marbrier de Brioude. Jugeant que le monument « n’est pas du tout convenable pour Fix » et que ses matériaux ne sont pas adaptés au rude climat local, le maire s’y oppose fermement. Pour le même prix, il souhaite faire l’acquisition sur catalogue d’une statue de poilu en « bronze véritable ». Désavoué par la majorité, il décide de ne pas exécuter la décision votée : la conduite du projet est alors confiée à un membre du conseil municipal, qui s’empresse de passer commande à l’entreprise brivadoise, avant même l’approbation du projet par le préfet. De fait, la commission départementale rend un « avis complètement défavorable » à ce monument, dont le dessin lui semble « sans conception et sans aucune unité ». Sans davantage obtenir l’approbation du préfet, le maire traite alors avec une entreprise de Castelnaudary, qui fait livrer une statue de poilu en 1924, qui ne sera jamais érigée non plus.
C’est la municipalité suivante qui parvient à s’accorder sur un projet, validé par le préfet, qui est enfin réalisé au cours de l’année 1926 : ce monument, plus ambitieux que les deux projets avortés, est dessiné par Auguste Roux, architecte du département.

## Description
Dans un enclos en fer forgé, deux bosquets servent d’écrin à une grande figure féminine vêtue à l’antique, œuvre du sculpteur drômois Gaston Dintrat dans laquelle on reconnaît volontiers une personnification de la Patrie. Ses formes puissantes et stylisées évoquent à la fois l’aura mystérieuse du symbolisme et la géométrie du style Art déco. Ses bras déployés sur les stèles funéraires semblent faire écho à l’iconographie de la Vierge de miséricorde de l’art médiéval.
L’année suivante, l’entourage du monument est agrandi par la construction d’un enclos maçonné surmonté d’un grillage et délimité aux angles par des obus. Le jardinet ainsi constitué à l’arrière de la sculpture abrite, depuis une date inconnue, deux canons Krupp, modèle 1904 (datés respectivement de 1907 et 1917), pièces d’artillerie allemandes réputées pour leur précision, leur portée et leur cadence de tir. Elles contribuent à faire du monument de Fix-Saint-Geneys une véritable composition d’ensemble, mêlant pierre, métal et végétal.

## Protection
Le monument aux morts est inscrit au titre des monuments historiques par arrêté du 10 avril 2019.